# Чернозёмный Городок
Чернозёмный Городо́к — посёлок в Климовском районе Брянской области. Входит в состав Новоюрковичского сельского поселения.

## География
Посёлок находится в юго-западной части Брянской области, на расстоянии примерно 39 км на юго-запад по прямой от посёлка Климово, административного центра района.

## История
Посёлок известен с 1920-х годов. На карте 1941 года был отмечен был как Городок с 48 дворами.

## Население
| 2010 | 2013 |
| ---- | ---- |
| 7    | ↘3   |

Постоянное население составляло 207 человек в 1926 году, 27 человек (русские 92 %) в 2002 году, 7 человек в 2010 году.